# Bernard Gabriel Lafabrie
Bernard Gabriel Lafabrie est un portraitiste, lithographe, graveur et éditeur de livres d'artistes français né le 15 octobre 1947.
Il a créé l'Imprimerie d'Alsace-Lozère avec la typographe Anne-Marie Kah en 1981 et les éditions Bernard Gabriel Lafabrie. Il est un des cofondateurs des salons de bibliophilie contemporaine Page(s) et Estampages.

## Biographie
Après un apprentissage de la lithographie dans un atelier parisien en 1969-1971 et des études d'histoire de l'art, Bernard Gabriel Lafabrie crée son propre atelier de lithographie en 1971. En 1981 il acquiert une presse et des caractères typographiques et, en 1986, l'Imprimerie d'Alsace-Lozère s'installe au 14 rue de Crussol à Paris.
L'édition de livres d'artiste et de poésie, commencée en 1978, se poursuit au fil des rencontres avec des poètes et d'autres artistes.
Livres et portraits ont été exposés au Centre Georges-Pompidou, au Palais des beaux-arts de Bruxelles, au musée Pierre-André-Benoit à Alès, à la médiathèque de Corbeil-Essonnes, à la galerie K à Paris, au centre culturel Saint-Exupéry à Reims, à Karlskrona en Suède, à la galerie Artem à Quimper, à la librairie Poncielli à Crémone, au Mats' Laden à Berlin et dans diverses galeries et librairies lors des parutions (Caroline Corre, Isabelle Bongard, Jordan, Dorval, etc.).
Depuis 1986, Bernard Gabriel Lafabrie participe au Marché de la poésie et à différentes manifestations telles la foire du livre d'artiste d'Uzerche puis Saint-Yrieix-la-Perche, l'Art à la page à Cagnes-sur-Mer, les Rencontres art et poésie de Saint-Benoît-du-Sault, la biennale de Mariemont, le salon du livre de Genève, le salon de la petite édition à Quimper où au salon de la bibliophilie Page(s). Il a participé également aux salons Saga au Grand Palais à Paris, Art Paris et Estampa à Madrid.

## Prix
- 1976 : prix Fénéon

## Expositions

### Expositions personnelles
- 1973 : C.I.S., Saint-Germain-en-Laye
- 1978 : La Tannière, Paris
- 1986 : La Revue parlée, Centre Georges-Pompidou
- 1986 : Palais des beaux-arts de Bruxelles
- 1986 : Médiathèque de Corbeil-Essonnes
- 1994 : Musée Pierre-André Benoit, Alès
- 1997 : Galerie K..., Paris
- 1999 : « Portraits de quelques poètes et autres lecteurs », galerie Artem, Quimper
- 2002 : Karlskrona Konsthall, Karlskrona, Suède
- 2003 : Hommage à Rabah Belamri, Centre culturel Saint-Exupéry, Reims
- 2008 : Galerie Grignotis (avec Jean Feugereux), Loudéac[3]
- 2010 : Mats' Laden[2], Berlin
- 2014 : Galerie Olivier Nouvellet, Paris
- 2015 : « Portrait(s), portrait(s), portrait », galerie Hus Section Pigalle, Paris[4]
- 2017 : « L'écrin exemplaire », galerie Akié Arichi, Paris[5]
- 2018 : « Mémoires d'un portrait », galerie Hus, Paris
- 2021 : « Anne-Marie Kah et Bernard Gabriel Lafabrie 40 ans de création : typographie & lithographie Imprimerie d’Alsace-Lozère », Enseigne des Oudin, Paris[6]

### Expositions collectives
- 1980 : Salon jeune peinture
- Depuis 1983 : Marché de la poésie
- 1984-1985 : Salon des réalités nouvelles
- 1987 à 1999 : Saga (stand Imprimerie d'Alsace-Lozère/Preuves d'artistes), Grand Palais, Paris
- 1996 : Salon Art Strasbourg
- 1998 à 2017, 2019, 2022 : Salon Page(s), Paris
- 1999 : Exposition « Face à face », BnF, Paris
- 2002, 2003, 2005 : Salon Art Paris
- 2005 à 2011 : Salon Estampa, Madrid
- 2005 à 2013 : Salon Page(s) en mai, Lycée Henri-IV, Paris
- 2010 : Galerie Satellite, Paris
- 2010 à 2018 : Salon Arts Libris, Barcelone
- 2017 : Salon de l'impression typographique & de la poésie contemporaine, Gigondas, Vaucluse
- 2018 : Salon d'art contemporain P/CAS - Paris Contemporary Art Show by Yia Art Fair (galerie Jean Greset), Le Carreau du Temple, Paris
- 2018 : « Livres d'artistes, papiers d'artistes » (avec les éditions Arichi, Fornax, l'Atelier des Grames, les éditions du 3e Millénaire MMM, l'Atelier Caroline Viannay et les éditions Céphéïdes/Sarah Wiame), galerie Akié Arichi, Paris
- 2019 : Salon du livre rare et de l'objet d'art, stand des éditions Unes et des éditions La Canopée / Thierry Le Saëc, Grand Palais
- 2019 : « Bouquet d'estampes » (avec P. Alechinsky, A. Nemours, J-M Brunet, G. Titus-Carmel, C. Dotremont, J. Fautrier, G. Fromanger, C. Gesvret, R. Groborne, H. Hartung, K. Kazahaya, A. Kirimura, J. Leick, C. Marca-Rulli, V. Molnar, H. Moriyama, G. Segawa, I. Senly, K.Shibataka, H. Sunagawa, A. Toriumi, E. Vassal, V. Verdeguer, V. Veličković), galerie Akié Arichi, Paris[7]
- 2020 : « Portraits d'artistes et de poètes » (avec Vincent Verdeguer, Reda, Michel Lunardelli, Pierre Delcourt et Gilles Drouin), galerie Akié Arichi, Paris[8]
- 2021 et 2022 : Salon du livre rare et de l'objet d'art, Grand Palais

## Éditions Bernard Gabriel Lafabrie / Imprimerie d'Alsace-Lozère
Les éditions et l'imprimerie ont publié des livres d'artistes et de bibliophilie avec des textes et poèmes de Werner Lambersy, Jean Sénac, Tita Reut, Jean-Jacques Scherrer, Rabah Belamri, Hughes Labrusse, Patricia Castex Menier, James Sacré, Michel Cassir, Claude Maillard, Hélios Sabaté Bériain, Ernesto Mächler, Philippe Cormier, Louis Dubost, Yves Jouan, Hélène Dorion, Angelo Ciccullo, André Laborie, Roger Gonnet, Michel Méresse, Tahar Bekri, Serge Pey, Jean-Loup Philippe, Giacomo Negri (alias Jacopo Gollardo Comacino), Jean-Paul Mestas, Antoine Emaz, Élizabeth Quéhélec, Évelyne Wilhelm, Laurent Roth, Henri Chopin, Wang Wei, Georges Coppel, Frédérick Tristan, Dominique Grandmont, etc.
Les éditions et l’imprimerie ont également travaillé avec les artistes Arman, James Guitet, Joan Hernández Pijuan (es), Evaristo Benites, Azouzi, Jean-Paul Huftier, Robert Groborne, Manfredo de Souzanetto, Torsten Ridell, Riccardo Licata, Daniel Pandini, Jean-Luc Herman, Colette Brunschwig, Vera Molnar, Richard Nègre, Bertrand Dorny, Matsutani Takesada, etc.

#### Sur le portraitiste Bernard Gabriel Lafabrie
- Bernard Gabriel Lafabrie, Tarragona 1974 - Paris 1984, Autoportraits, lithographies, Bernard Gabriel Lafabrie / Imprimerie d'Alzace-Lozère, avec le soutien du Centre national des arts plastiques (F.I.A.C.R.E.) 1988[12] Recueil de 28 autoportraits lithographiés de Bernard Gabriel Lafabrie précédés d'un texte de Jean-Jacques Scherrer sur vélin Lana 240 grammes sous coffret. 78 pages, 22,5 x 22,5 cm, 50 exemplaires.
- Alain Marc, En regard, sur Bernard Gabriel Lafabrie, Bernard Dumerchez, 2018  (ISBN 978-2-84791-209-8)[13] Poèmes & portraits de l'artiste. Livre sur le portraitiste Bernard Gabriel Lafabrie. Exemplaires de tête avec un portrait de l'auteur.

#### Sur les éditions Bernard Gabriel Lafabrie / Imprimerie d'Alsace-Lozère
- « L'Imprimerie d'Alzace-Lozère, éditions Bernard Gabriel Lafabrie », revue Art et Métiers du Livre n° 320, mai-juin 2017